# ナーダ
『ナーダ』は、1982年6月21日にキャニオンレコードからリリースされた高樹澪のファースト・アルバム。

## 解説
ヒット曲「ダンスはうまく踊れない」を収録した高樹澪のファースト・アルバム。
帯のキャッチコピー「期待の新星MIO、遂に出現!!世紀末へのファースト・アルバム」

## 収録曲
※　全編曲：チト河内（特記以外）

### SIDE 1
1. サン・トワ・マミー（3分26秒）
  - 作詞：訳） 岩谷時子、作曲：アダモ
2. 雨の巴里（4分13秒）
  - 作詞・作曲：いまなりあきよし
3. 揺れてラプソディー（3分47秒）
  - 作詞：竜真知子、作曲：茂村泰彦
4. Noon Moon（4分15秒）
  - 作詞・作曲：伊勢正三
5. 夢みるコラソン（4分34秒）
  - 作詞・作曲：チト河内

### SIDE 2
1. 恋の女のストーリィー（3分24秒）
  - 作詞・作曲：桑田佳佑、編曲：八木正生
2. 反抗－レジスタンス（4分06秒）
  - 作詞：東海林良、作曲：大野克夫
3. ダンスはうまく踊れない（4分52秒）
  - 作詞・作曲：井上陽水
4. Nada（6分06秒）
  - 作詞・作曲：チト河内

## レコーディングスタッフ

### ミュージシャン
- Accordion – 風間文彦
- Acoustic Guitar – 谷康一
- Alto Saxophone – Jake-H-Concepcion
- Bass – 長岡道夫
- Cello [Cello-Violin] – 前田昌利
- Electric Guitar – 土方隆行
- Flute – 横田年昭
- Keyboards – 山田秀俊
- Lute – 角田隆
- Percussion [Latin] – 石山実
- Drums – チト河内
- Vibraphone – 金山功
- Violin – トマト
- Violin [Solo] – 日色純一

### スタッフ
- Producer [Sound] – チト河内

- Directed By – 大輪茂雄
- Creative Director – イワタ
- Art Direction – 正水清己
- Photography By – 小野麻早
- Mixed By – 秋野賢一

## 発売履歴
| 発売日               | 規格                 | 規格品番             | 備考                 |
| キャニオン・レコード | キャニオン・レコード | キャニオン・レコード | キャニオン・レコード |
| -------------------- | -------------------- | -------------------- | -------------------- |
| 1982年6月21日        | LP                   | C28A-0221            |                      |
| 1982年6月21日        | CT                   | 28P-6157             |                      |
| 1990年10月21日       | CD                   | PCCA-00138           |                      |
| 2022年3月2日         | 配信                 |                      |                      |